# Самойлов, Василий Васильевич
Василий Васильевич Самойлов (15 января 1812 — 28 марта 1887) — русский актёр и художник.
Отец артиста Павла Васильевича Самойлова.

## Биография
Принадлежал к знаменитой актерской семье Самойловых, сын оперных певцов В. М. Самойлова и С. В. Черниковой-Самойловой. Сестры — известные актрисы Александринского театра: Надежда Самойлова и Вера Самойлова. Родился в Петербурге, крещен 20 января 1812 года в Никольском Богоявленском морском соборе, крестник С. П. Жихарева и Н. С. Семеновой.
Воспитывался в Горном корпусе (1829) и Лесном институте (1832) и был уже офицером, когда по желанию отца, заметившего в нём артистическое дарование и хороший голос, дебютировал в Александринском театре в заглавной партии оперы Э. Н. Мегюля «Иосиф прекрасный» (1834). Три года он исполнял оперные партии и водевильные роли, после чего окончательно перешел в драматическую труппу. Первые годы он оставался в тени, играя большей частью вторые роли молодых людей. Только в 1839 г. его выдвинуло исполнение заглавной роли в водевиле «Макар Алексеевич Губкин» Ф. А. Кони, где он мастерски передразнивал современных ему знаменитых артистов. С тех пор деятельность его расширяется, он создает с успехом целый ряд типичных лиц самого разнообразного свойства: юркий аферист Присыпочка («Петербуржские квартиры» Ф. А. Кони), Альмавива («Свадьба Фигаро» Бомарше), юродивый Митя («Смерть Ляпунова» С. А. Гедеонова), иезуит Роден («Парижские тайны» по Э. Сю), Швохнев («Игроки» Н. В. Гоголя), старуха в водевиле «Нашествие иноплеменных», скряга Чужбинин в «Талисмане» Г. В. Кугушева, беспамятливый старик из пьесы А. А. Тальцевой «И дружба, и любовь» (Библиографический словарь русских писательниц, 1889, стр. 120 об этом спектакле: «играно на александринской сцене в первый раз в бенефис В. В. Самойлова»), роль старого скрипача, Стружкин («Актер» Н. А. Некрасова), Крупа («Машенька» по поэме А. Н. Майкова; 1850). Тем не менее ещё в 1844 г., прослужив 10 лет на сцене и уже имея бенефис, Самойлов должен был появляться и в таких выходных ролях, как Гильденстерн в «Гамлете» У. Шекспира.
Окончательно завоевал Самойлов публику в 1846 году исполнением роли Пузыречкина, поставив в свой бенефис пьесу К. Д. Ефимовича «Отставной театральный музыкант и княгиня». Ещё более широкое применение его талант получил с появлением оригинальных пьес русских авторов — А. Н. Островского, И. С. Тургенева, А. А. Потехина, А. Ф. Писемского, А. В. Сухово-Кобылина, П. Д. Боборыкина, В. А. Дьяченко, Н. А. Чаева, В. А. Крылова, А. И. Пальма, Д. В. Аверкиева и др.
Диапазон его ролей поражает своим разнообразием. Никто, как он, не умел представить настоящего барина с утонченными манерами и речью. Роли Кречинского, графа в тургеневской «Провинциалке», старого барина в пьесе Пальма и т. п. после Самойлова не находили исполнителя, который хотя бы несколько был на уровне его творчества. И в то же время ему удавались роли простых крестьян: полесовщика («Окно во 2-м этаже» Крашевского), Михеича («Ночное» А. А. Стаховича), Агафона («Не так живи, как хочется» А. Н. Островского), старика крестьянина («Против течения» В. А. Крылова) и др. Дарование Самойлова сказывалось весьма ярко и в таких ролях, как еврей в «Скупом рыцаре» А. С. Пушкина, француз в «Гувернере» В. А. Дьяченко, англичанин в «Купленом выстреле», немец («Мужья одолели»), чухонец (в известной песенке, которая во время Крымской кампании имела огромный успех). Целый ряд типичных добродушных старичков был превосходно воспроизведен Самойловым («Шутники», «Трудовой хлеб», «Станционный смотритель», «Старички», «Женихи», «Воробушки»). Ему много обязаны своим успехом пьесы В. А. Дьяченко, «Чиновник» В. А. Соллогуба, «Гражданский брак» Н. И. Чернявского, «Слово и дело» Ф. Н. Устрялова. Из костюмных (бытовых и исторических) ролей Самойлова выдаются «Дмитрий Самозванец» Н. А. Чаева, «Ришельё» Э. Булвера-Литтона, Волынский («Ледяной дом»), «Фрол Скобеев» (Д. А. Аверкиева). Роль царя в «Смерти Ивана Грозного» А. Толстого не принадлежит к особенно удачным созданиям Самойлова. Среди других ролей: француз-гувернер Дорси в пьесе А. И. Пальма «Старый барин», Кромвель в мелодрамах «Жорж Тревор» П. Мериса и «Смерть Кромвеля» Э. Раупаха, кардинал Ришельё в пьесах «Серафина Лафайль» Буржуа и Лескуана и «Ришельё» Э. Бульвер-Литтона.
Василий Васильевич настолько широко властвовал на сцене, что туда не могли пробиться другие таланты.
В последний десяток лет своей карьеры, когда Самойлов был бесспорно первым артистом Императорского петербургского театра, он сыграл несколько иностранных классических драм, большей частью ставя их в свои бенефисы («Короля Лира», «Шейлока» и «Гамлета» — Шекспира, Франца Мора в драме Ф. Шиллера «Разбойники»). В 1874 г. состоялся сорокалетний юбилей артиста, после которого он, не сойдясь с дирекцией в условиях, покинул императорскую сцену ещё в полной силе таланта. От времени до времени он участвовал в частных спектаклях. В 1881 г. новая дирекция предложила ему снова вступить на императорскую сцену на каких ему будет угодно условиях, но в это время с ним случился удар, и ему поневоле пришлось отказаться от возвращения на сцену. В 1884 г. Петербург торжественно отпраздновал 50-летний юбилей его деятельности; в этот день Самойлов в последний раз появился на сцене, исполнив отрывок из третьего акта драмы «Ришельё».

## Творческий метод работы над ролью
Способность актёра к перевоплощению восхищала современников. Самойлов не был вполне трагическим актёром; он тщательно разрабатывал шекспировские роли, вносил в них немало интересного творчества и имел успех, но не вполне удовлетворял более взыскательных ценителей. Видя безусловное преклонение публики, Самойлов любил порисоваться тем, что достигает успеха талантом, а не трудом; это привело к предположению, будто он был небрежен к изучению ролей и репетициям. На самом деле, однако, люди, близко видевшие его работу, отзывались о ней как о примерной по внимательности и прилежанию. Получив роль, С. прежде всего дома перечитывал пьесу, вникая во всю постановку лица и отзывы о нём других лиц пьесы. Потом он акварельными красками рисовал фигуру, которую собирался изобразить (Самойлов недурно рисовал и составил несколько альбомов игранных им ролей; эти альбомы после его смерти поступили в Императорскую Публичную библиотеку). На репетициях он всегда старался пробовать тон своей игры, и наиболее интересовавшие его сцены заставлял повторять по нескольку раз.

## Значительные роли
- 1839 — «Артист» Э. Скриба — Эдуард
- 1840 — «Лев Гурыч Синичкин» Д. Т. Ленского — Борзиков
- 1842 — «Мёртвые души» по Н. В. Гоголю — Чичиков
- 1844 — «Модная лавка» И. А. Крылова — Трише
- 1846 — «Юрий Милославский» по М. Н. Загоскину — Митя
- 1847 — «Мертвец-шалун» Г. Ф. Квитки-Основьяненко — Быстров
- 1851 — «Провинциалка» И. С. Тургенева — граф Любин
- 1851 — «Денщик Петра Великого» Н. В. Кукольника — Петр I
- 1854 — «Станционный смотритель» по А. С. Пушкину — Вырина
- 1854 — «Бедность не порок» А. Н. Островского — Любим Торцов
- 1856 — «Свадьба Кречинского» А. В. Сухово-Кобылина — Кречинский
- 1857 — «Провинциальные оригиналы» по произведениям М. Е. Салтыкова-Щедрина — Перегоренский
- 1858 — «Король Лир» У. Шекспира — Лир
- 1860 — «Венецианский купец» У. Шекспира — Шейлок
- 1861 — «Смерть Кромвеля» Э. Раупаха — Кромвель
- 1861 — «Испорченная жизнь» И. Е. Чернышёва — Курчаев
- 1863 — «Гамлет» У. Шекспира — Гамлет
- 1864 — «Шутники» А. Н. Островского — Оброшенов
- 1865 — «На бойком месте» А. Н. Островского — Бессудный
- 1866 — «Ришельё» Э. Бульвер-Литтона — Ришельё
- 1867 — «Мертвые души» по Н. В. Гоголю — Ноздрев
- 1867 — «Смерть Иоанна Грозного» А. К. Толстого — Иоанн Грозный
- 1868 — «На  всякого  мудреца довольно простоты» А. Н. Островского — Городулин
- 1870 — «Ревизор» Н. В. Гоголя — Растаковский
- 1872 — «Старый барин» А. И. Пальма — Опольев

## Память
В. В. Самойлов был погребён на Новодевичьем кладбище, рядом со своей первой женой, Софьей Ивановной, урождённой Дранше. Их сын Василий (03.08.1843— ?). В 1899 году над могилой был установлен оригинальный памятник — с бюстом по грудь, трагической маской в венке, лавровым и дубовым венками и с пальмовой ветвью, и с надписью: «Знаменитому — слава»; всё из бронзы.

В 1919 году бронзовые украшения памятника и бюст были похищены. 

В 1936 году на территории Свято-Троицкой Александро-Невской Лавры, на месте практически уничтоженного Тихвинского кладбища, был создан отдел Музея городской скульптуры (ныне «Некрополь мастеров искусств»), куда перемещались «уникальные надгробия с других городских кладбищ». Сюда был перевезён и памятник-надгробие В. В. Самойлова (без бюста), как утверждается — вместе с останками всех представителей династии Самойловых на Новодевичьем кладбище. Через три года, по терракотовой модели работы К. К. Годебского, хранившейся в семье Самойловых, восстановили бюст. В 1955—1959 годах восстановили и все бронзовые украшения памятника. В некрополе памятник находится на «1-й Актёрской дорожке».
В доме, где жил актёр (Стремянная улица, 8), ныне находится мемориальная Музей-квартира актёров Самойловых.